# Alex Rae (1969)
Alexander Scott Rae (Glasgow, 30 september 1969) is een Schotse voetbalcoach en gewezen voetballer. Hij werd in augustus 2014 aangesteld als assistent-trainer van Alex McLeish bij KRC Genk.

## Spelerscarrière
Hij doorliep de jeugdreeksen van Glasgow Rangers. In 1987 begon hij zijn carrière bij Falkirk FC. Hij zou er tot 1990 spelen en kwam in 83 wedstrijden aan 20 goals. Hierna vertrok hij naar het Engelse Millwall FC waar hij zes jaar zou spelen en in 218 wedstrijden 63 goals zou maken. In 1996 vertrok hij naar Sunderland AFC waar hij vijf jaar zou spelen en in 114 wedstrijden 12 goals zou maken. Hierna zou hij van 2001 tot 2004 bij Wolverhampton Wanderers FC spelen en in 107 wedstrijden 15 doelpunten maken. In 2004 keerde hij terug naar Schotland waar hij voor topclub Glasgow Rangers ging spelen. In twee jaar maakte hij hier 1 goal in 34 wedstrijden. Hierna bekleedde hij van 2006 tot 2008 de rol van speler-manager bij Dundee FC, hij kwam hier aan 26 wedstrijden en 3 goals. Van 2009 tot 2010 speelde hij nog 3 wedstrijden voor de Engelse derdeklasser Milton Keynes Dons FC waarna hij zijn spelerscarrière beëindigde.